# Maloti
Maloti – pasmo górskie w Lesotho i sąsiedniej Republice Południowej Afryki. Wchodzi w skład Gór Smoczych. Najwyższym szczytem jest góra Thabana Ntlenyana, będąca jednocześnie najwyższym szczytem Lesotho. W górach Maloti znajdują się źródła dwóch głównych rzek regionu – Oranje i Tugeli.
Część pasma Maloti objęta jest ochroną w ramach kilku obszarów chronionych: Parku Narodowego Golden Gate Highlands, Parku Narodowego Sehlabathebe czy Parku Narodowego uKhahlamba-Drakensberg, tworzących wspólnie Park Maloti-Drakensberg, który w 2013 roku został objęty wpisem na listę światowego dziedzictwa UNESCO.